# Dierlia aurata
Dierlia aurata är en fjärilsart som beskrevs av Diakonoff 1976. Dierlia aurata ingår i släktet Dierlia och familjen vecklare. Inga underarter finns listade i Catalogue of Life.